# Eurofighter Typhoon
Еврофа́йтер Тайфу́н (англ. Eurofighter Typhoon) — многоцелевой истребитель четвёртого поколения.
«Тайфун» разрабатывался и производится фирмой Eurofighter GmbH, созданной в 1986 году консорциумом Alenia Aeronautica, BAE Systems и EADS. Исследования перспективного самолёта начались в 1979 году.
В настоящее время ведётся серийное производство истребителя. Самолёт поставлен на вооружение ВВС: Германии, Италии, Испании, Великобритании, Австрии и Саудовской Аравии. Подписаны контракты на поставку в Оман, Кувейт и Катар.

## История создания
- 1983 год — начало программы разработки двигателя (EFA-Programm) на основе двигателя RB 199 многоцелевого самолёта «Торнадо». По другим данным, двигатель создается на базе экспериментального двигателя Rolls-Royce XG.40, стендовые испытания которого проводились в 1988 году.
- 1986 год — год основания консорциума Eurojet Turbo GmbH для проектирования, разработки и последующего выпуска двигателя EJ200. Основателями консорциума стали: Rolls-Royce (Великобритания), FiatAvio (Италия), ITP (Испания) и MTU Aero Engines (Германия). Консорциум Eurojet Turbo GmbH располагается в местечке Hallbergmoos, пригороде Мюнхена, и связан договорными отношениями агентством NETMA (НАТО), в свою очередь, являющимся партнёром всех названных государств.
- 1988 год — подписание контракта на разработку двигателя.
- 1991 год — первое испытание.
- 1994 год — первый полёт «Еврофайтера».
- 1998 год — контракт на производство опытной партии.
- 2000 год — завершение лётных испытаний и допуск к лётной эксплуатации.
- 2001 год — поставка первых серийных двигателей.
- 2003 год — начало серийного производства при полной эксплуатационной готовности.
- 2004 год — подписание контракта на производство второй партии (транша) двигателей.
- 2005 год — в конце августа достигнута наработка двигателя 10000 часов, на конец октября поставлено 277 двигателей.
- 2007 год — достигнута наработка двигателя 35000 часов.

Разработка двигателя
Проектные требования к двигателю EJ200:
- повышенная удельная тяга для достижения высокой маневренности самолёта;
- многорежимность;
- обеспечение высокой удельной тяги и низкого удельного расхода топлива в условиях крейсерского полёта, как с дозвуковой, так и со сверхзвуковой скоростью;
- улучшение управляемости;
- значительное увеличение ресурса двигателя и его компонентов;
- высокий уровень диагностики двигателя.

| Фирма            | Разработка узлов                                                                                           |
| ---------------- | --- |
| MTU Aero Engines | Компрессор низкого и высокого давления, Модуль цифровой системы управления и диагностики двигателя (DECMU) |
| Rolls-Royce      | Камера сгорания, Турбина высокого давления, Система диагностики                                            |
| Avio             | Турбина низкого давления, Форсажная камера, Редуктор, Система смазки и охлаждения                          |
| ITP              | Сверхзвуковое регулируемое выходное сопло, Корпус форсажной камеры, Кольцевой канал наружного контура      |

Германская фирма MTU разработала ступени компрессора низкого и высокого давления, а также модуль цифровой системы электронного управления двигателем. Ступень компрессора низкого давления выполнена по технологии Blisk-Technologien (Blade Integrated Disk), предусматривающей изготовлении диска и лопаток из одной заготовки. Лопатки ступени пустотелые. Компрессор высокого давления, лопатки которого выполнены с изогнутой продольной осью (3D-Beschaufelung), при пяти ступенях обеспечивает степень сжатия 6:1. Степень сжатия обеих ступеней компрессора 26:1. Сообщалось об изготовлении лопаток компрессора из титанового сплава IMI834. В конструкции камеры сгорания используется термоизолирующее покрытие на основе керамического материала. Температура газов на входе в турбину 1840 Кельвин с перспективой её повышения. Турбины высокого и низкого давления — одноступенчатые, диски выполнены из жаропрочного порошкового сплава, рабочие лопатки — из монокристаллического сплава низкой плотности с керамическим покрытием, содержащим никель, хром и иттрий.
Выбранная схема расположения двигателей «Еврофайтера», при которой оба двигателя расположены рядом, поставила перед разработчиком Eurojet Turbo исключительно сложную задачу — спроектировать двигатели таким образом, чтобы при пуске ракет раскалённые продукты сгорания топлива ракетного двигателя не нарушали работу силовой установки самолёта. Попадание газовой струи с высокой температурой представляет для двигателей самолёта высокую опасность. Следствием высокой температуры газов на входе в двигатель обычно является срыв потока — так называемый помпаж. Воздух не поступает более через проточную часть компрессора, а выдавливается в обратном направлении, на входе в компрессор происходят пульсация воздушного потока. За этим обычно следует срыв процесса горения в камере сгорания и остановка двигателя. Указанная задача была успешно решена использованием специальной форсунки, опробованной при проведении обширных (порядка 100) стендовых испытаний двигателя EJ200 в Мюнхене и в Штутгарте, где оборудована специальная высотная камера для испытаний ТРДДФ.

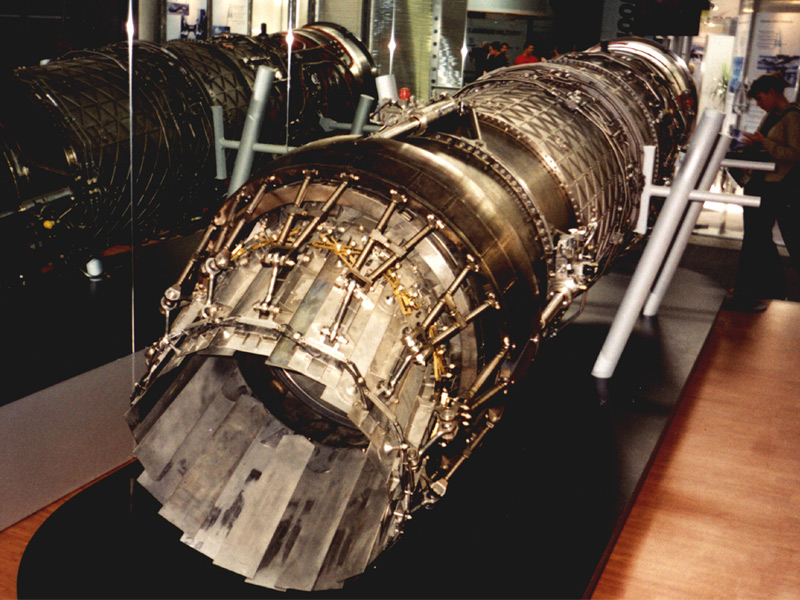
Прототип двигателя EJ230 с отклоняемым вектором тяги, 2007 г.

В рамках программы развития двигателя EJ200 проводятся работы по созданию устройства управления вектором тяги. Речь идет о трёхмерном отклонении вектора тяги двигателя, подобно тому, как это осуществлялось при испытаниях аппарата в рамках совместного германо-американского проекта X-31. Целью подобных мероприятий является:
- Обеспечение отклонения вектора тяги по всем направлениям до 23,5° со скоростью отклонения до 110°/с.
- Возникновение бокового усилия величиной до 20 кН, составляющего одну треть сухой тяги двигателя.
- Повышение тяговооружённости приблизительно на 7 % в области сверхзвуковых скоростей.
- Повышение максимальной взлётной тяговооружённости приблизительно на 2 %.
- Обеспечение более низкого сопротивления в области сверхзвуковых скоростей. Несмотря на наличие управляющих поверхностей, возможность использования двигательной установки для облегчения управляемости самолётом.
- Сокращение до 20 % длины разбега при взлёте и пробега при посадке машины, что было продемонстрировано при испытаниях прототипа Х-31.

В феврале 2009 года Индии предложена модификация двигателя EJ200 с отклоняемым вектором тяги.

## Конструкция
Конструктивные особенности истребителя отражают стремление разработчиков использовать последние мировые достижения в области самолётостроения и электроники.
Для обеспечения требуемого уровня маневренных характеристик, особенно на больших углах атаки, самолет спроектирован статически неустойчивым в продольном канале. Истребитель спроектирован по схеме «утка» с низкорасположенным треугольным крылом с углом стреловидности 53 градуса и цельноповоротным передним горизонтальным оперением. Такая схема обладает рядом преимуществ, основное из которых — снижение аэродинамического сопротивления самолёта на сверхзвуковых скоростях.
Для улучшения взлетно-посадочных характеристик крыло оснащено двухсекционными закрылками и предкрылками.
Запас топлива размещается в фюзеляжных и крыльевых топливных баках, полностью занимающих кессоны консолей крыла.
На «Тайфуне» применена четырёхкратно резервированная цифровая электродистанционная система управления полётом, объединённая с системой управления двигателями. Она обеспечивает искусственную устойчивость и высокую маневренность, а также отклонение органов управления для достижения максимального аэродинамического качества на всех режимах и во всем диапазоне скоростей и высот полёта.

### Снижение радиолокационной заметности

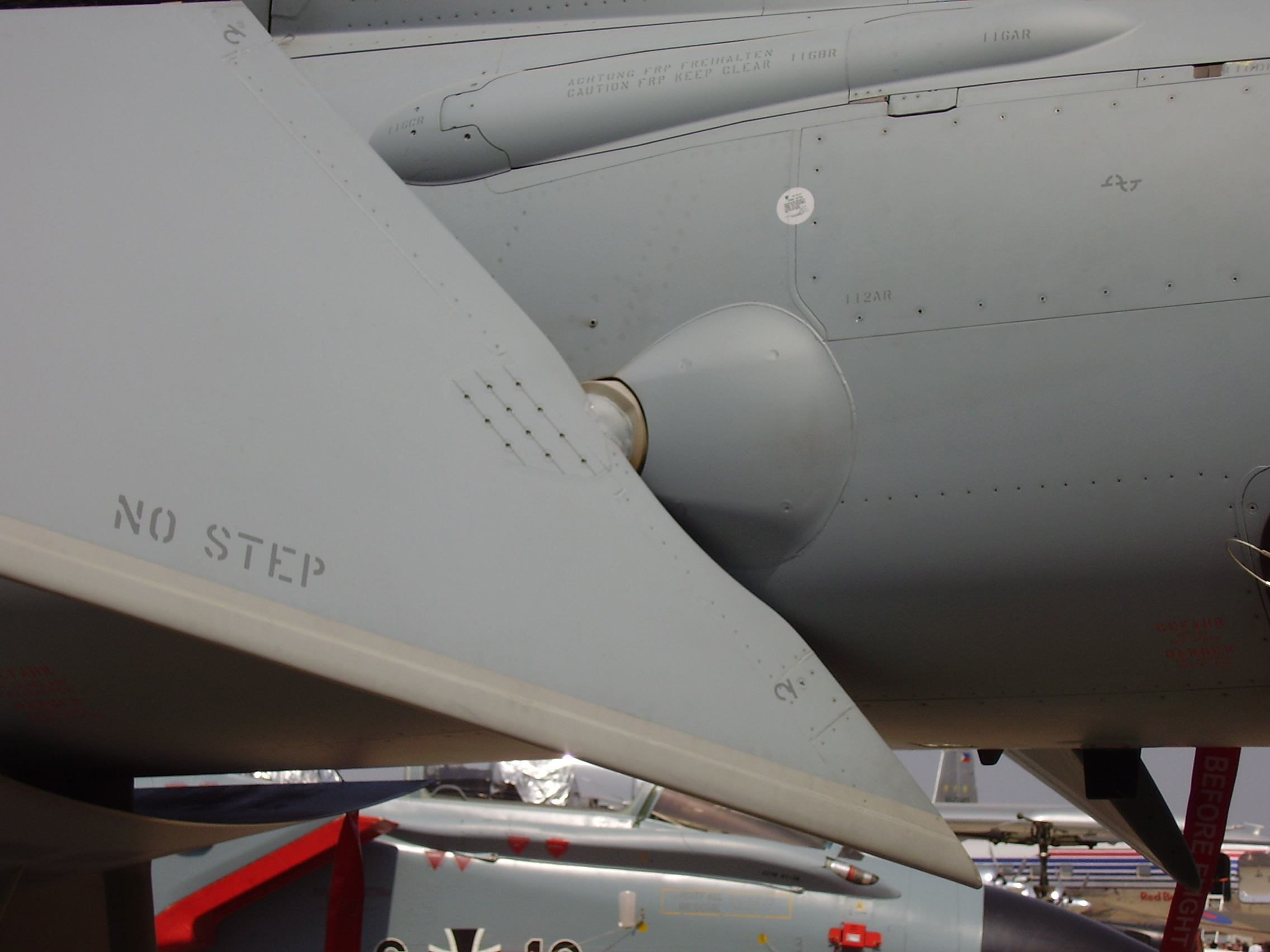
Передняя кромка ПГО выполнена из радиопоглощающего материала (РПМ)

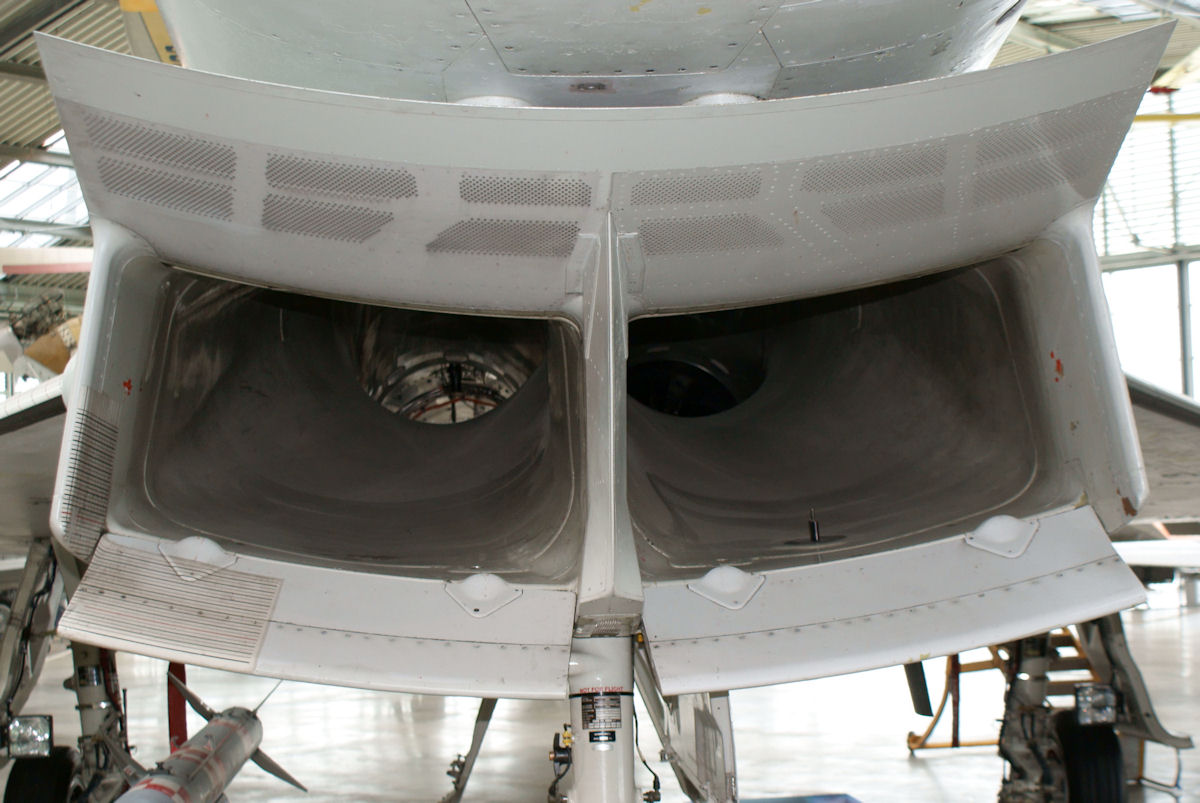
S-образный канал воздухозаборника экранирует лопатки компрессора двигателя, обеспечивая тем самым снижение ЭПР самолёта.

Хотя новый истребитель не относится к категории летательных аппаратов (ЛА), выполненных по технологии «стелс», при его проектировании был выполнен ряд конструктивно-компоновочных мероприятий, направленных на снижение эффективной поверхности рассеяния (ЭПР). При проектировании была поставлена задача снизить ЭПР самолёта с передних ракурсов облучения РЛС в четыре раза по сравнению с аналогичным значением самолёта Панавиа «Торнадо». К числу указанных мер относятся: утопленные и маскируемые входными устройствами воздухозаборников входные каскады двигателей (сильный источник отражения электромагнитных излучений).
Внешние подвески управляемых ракет выполнены полуутопленными, что позволяет частично экранировать конструкцией самолёта подвески ракет от падающего ЭМ излучения. Лидирующие по отражательной способности участки и элементы конструкции истребителя «Еврофайтер» покрыты радиопоглощающими материалами, преимущественно разработки концерна EADS/DASA. К ним относятся: передняя кромка крыла, входные кромки и внутренние поверхности воздухозаборников, руль направления и примыкающие к нему поверхности и т. п. У истребителя «Тайфун» нет внутренних отсеков вооружения. Вместо них используются узлы внешней подвески, ухудшающие показатели ЭПР, но, одновременно, позволяющие расширить номенклатуру и варианты применяемого вооружения.
Бортовая РЛС Captor (Captor-M, ECR-90) с механическим сканированием, установленная на истребителе «Тайфун», относительно легко, сравнительно с более совершенными РЛС, обнаруживается по собственному излучению. Для уменьшения уровня электромагнитного излучения РЛС на истребителе установлена автоматизированная система управления излучением EMCON. Планами министерства обороны Германии предусматривается, начиная с 2015 года, оснащение истребителей «Еврофайтер» ВВС Германии бортовой РЛС следующего поколения Captor-E (CAESAR) на основе активной фазированной антенной решетки, которая будет иметь значительно меньшее радиоизлучение. Согласно замечаниям BAE Systems, отражённый сигнал составляет приблизительно четвёртую часть от соответствующего значения самолёта «Торнадо». Точное значение ЭПР истребителя не разглашается, но по оценкам экспертов оно не превышает 1 квадратного метра без учёта внешних подвесок.
Боевая эффективность истребителя-перехватчика «Еврофайтер» была продемонстрирована в конце 2004 года над территорией Британии. В ходе встречи двухместного британского «Еврофайтера» с двумя американскими истребителями F-15E, по инициативе американцев, имитировалось боевое столкновение. «Еврофайтеру» удалось за короткое время энергичным маневрированием обмануть «противника» и имитировать поражение обеих машин.

### Силовая установка

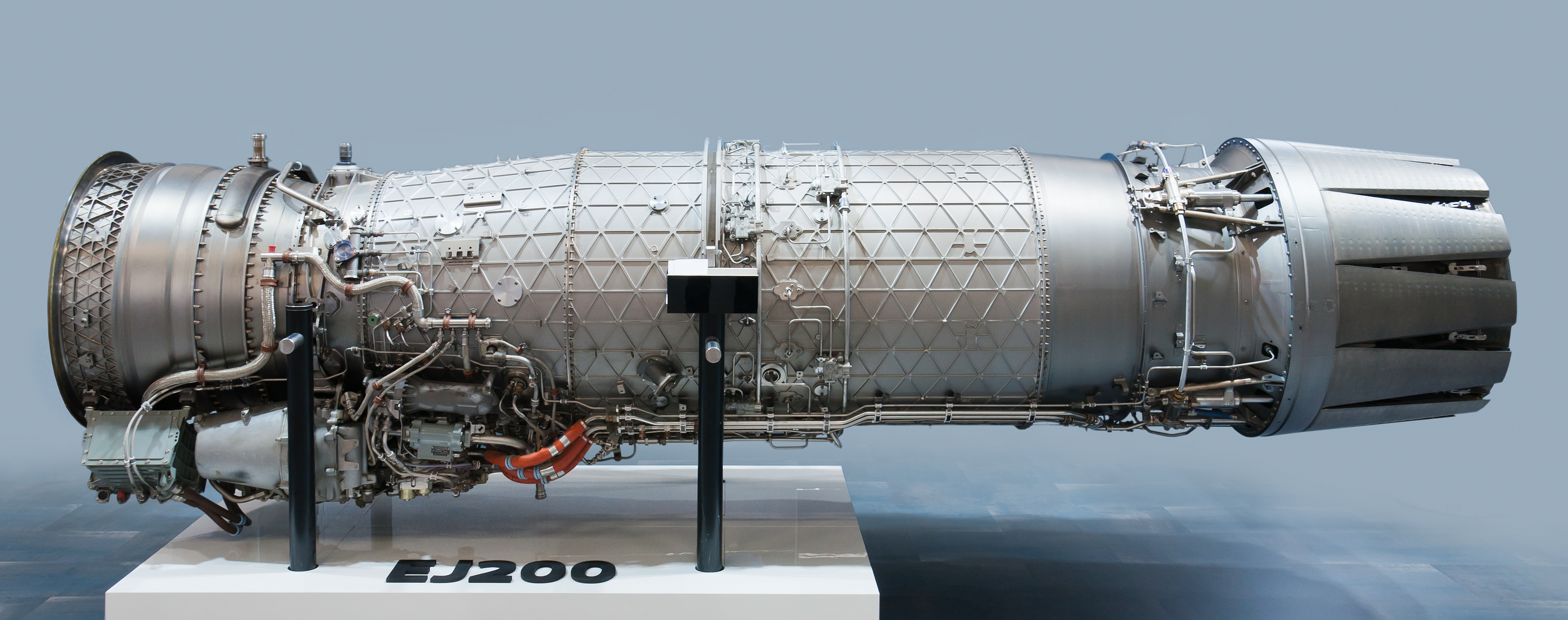
ТРДДФ EJ200 в салоне Ле-Бурже 2013 года

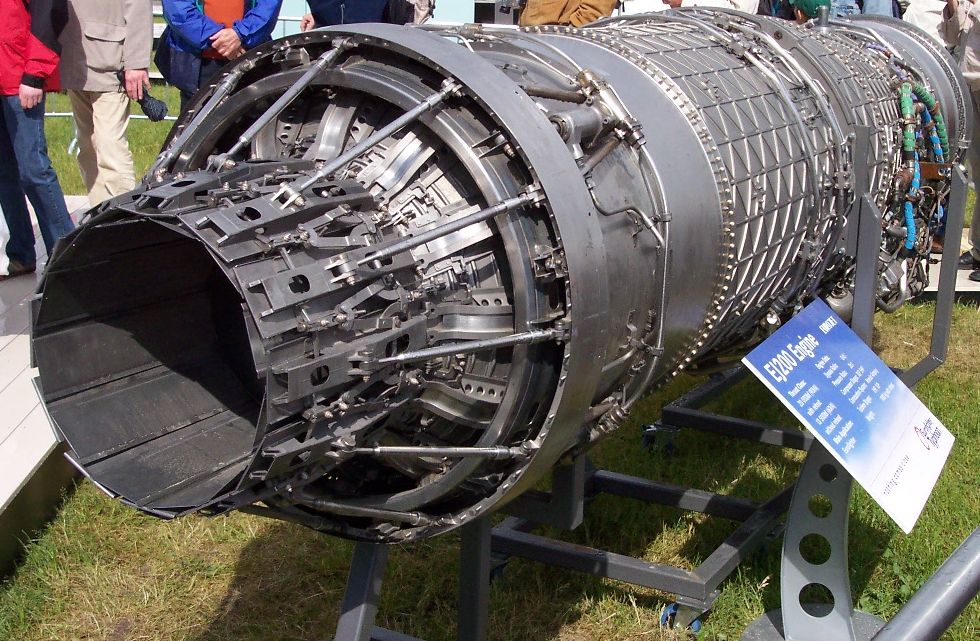
Сопловое устройство двигателя EJ200

Согласно межправительственному соглашению четырёх государств, Великобритания, Германия, Италия и Испания обязались участвовать в совместной разработке и последующем изготовлении двигателя нового поколения для истребителя «Еврофайтер». Двигатель модульный, среднее время демонтажа — 45 мин. Характеристики двигателя обеспечивают «Еврофайтеру» возможность крейсерского сверхзвукового полёта без включения форсажа. Eurofighter Company заявляет что самолёт способен осуществлять крейсерский сверхзвуковой полёт без включения форсажного режима двигателей на скорости 1600 км/ч (М = 1,5), однако в жаркую погоду этот показатель снижается вплоть до 1285 км/ч (М =1,21) .
- Тяга на форсаже: 9097 кгс;
- Тяга сухая: 6120 кгс;
- Расход топлива на бесфорсажных режимах: 0,745—0,813 кг на кгс в час;
- Расход топлива на форсаже: 1,65—1,72 кг на кгс в час;
- Расход воздуха: 76 кг/с;
- Температура газов перед турбиной: 1840 К;
- Длина: 4 м;
- Входной диаметр: 740 мм;
- Масса: 989 кг;
- Межремонтный ресурс: 1000 часов;
- Назначенный ресурс: 6000 часов;
- Состав двигателя:
  - 3 ступени КНД (блиск, без ВНА, степень сжатия 4,2)[15];
  - 5 ступеней КВД (степень сжатия 6,2, общая 26);
  - кольцевая камера сгорания;
  - 1 ступенчатая ТВД (монокристаллическая);
  - 1 ступенчатая ТНД (монокристаллическая);
  - форсажная камера (отсутствует дымный выхлоп);
  - регулируемое сопло[16].

## Кабина

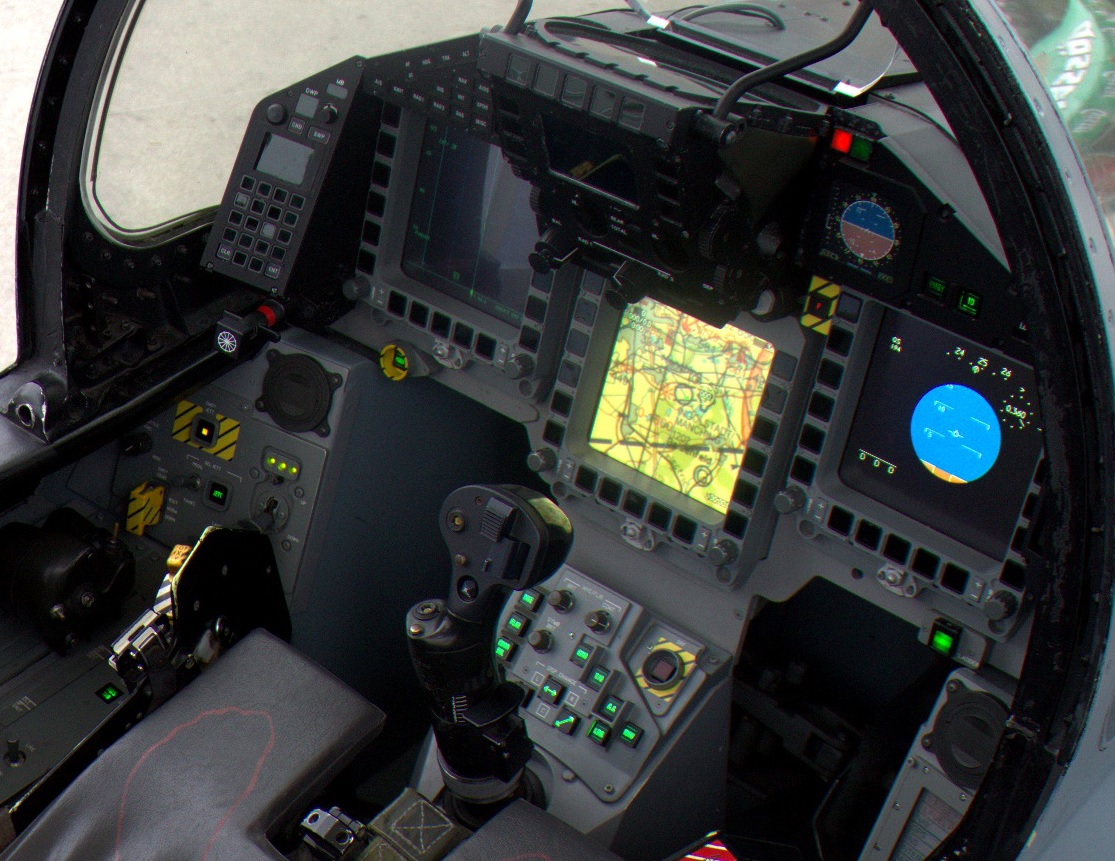
Кабина Еврофайтер Тайфун

## Производство

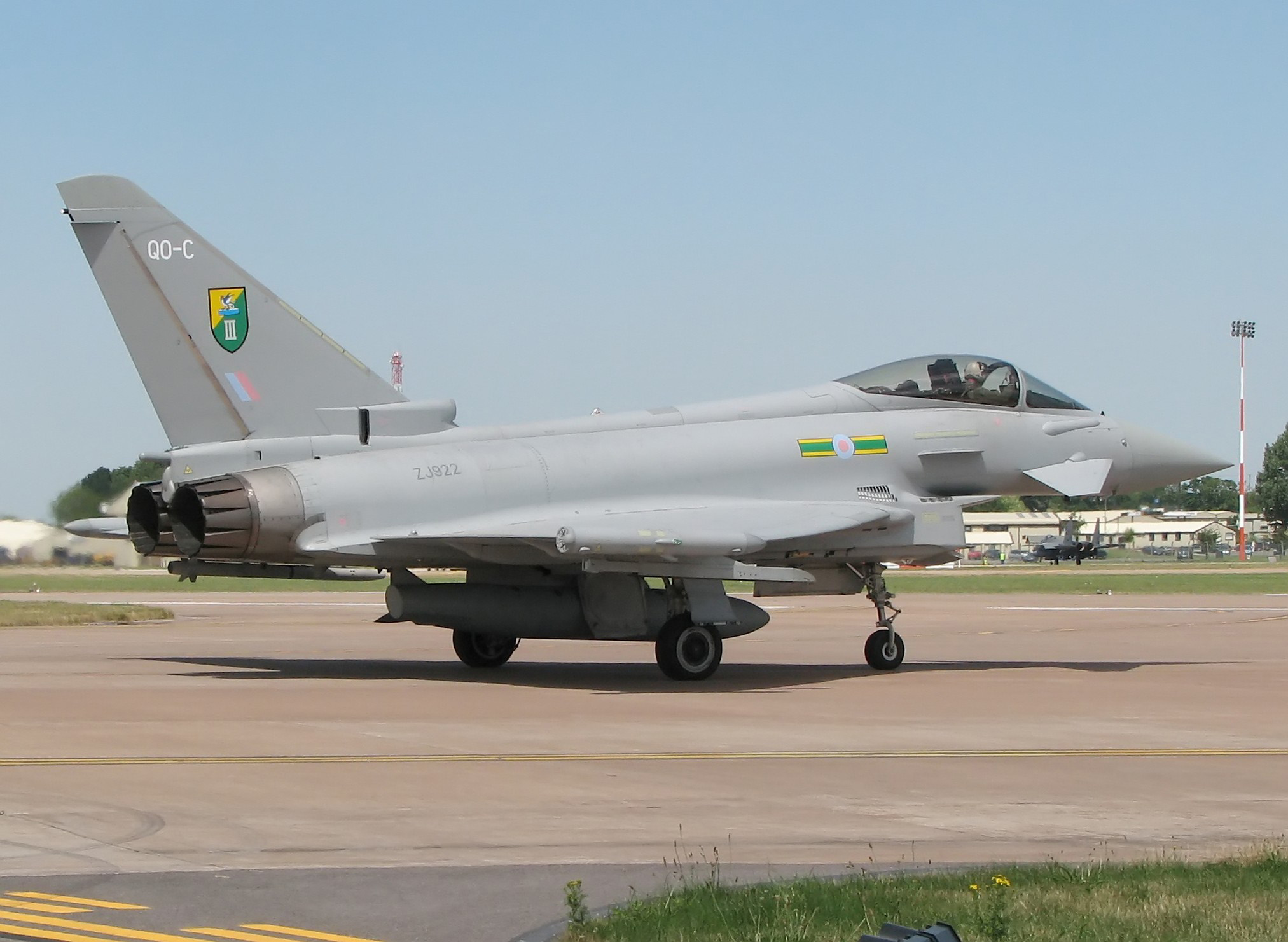
Eurofighter Typhoon F2, одноместный истребитель ВВС Великобритании

«Тайфун» является уникальным боевым самолётом, который выпускается в четырёх вариантах: по одному для каждого члена консорциума, в то же время все компании-подрядчики производят агрегаты для каждого из заказанных самолётов.
- Alenia Aeronautica: левое полукрыло, внешние флапероны, задняя секция фюзеляжа.
- BAE Systems: передняя часть фюзеляжа (включая ПГО), фонарь, гаргрот, хвостовой стабилизатор, внутренние флапероны, задняя секция фюзеляжа.
- EADS Deutschland: центральная часть фюзеляжа, центроплан.
- EADS CASA — правое полукрыло, предкрылки.

## На вооружении
| Страна            | На вооружении | Поставлено | Заказано |
| ----------------- | ------------- | ---------- | -------- |
| Австрия           | 13            | 15         | 15       |
| Германия          | 138           | 143        | 201      |
| Италия            | 93            | 96         | 120      |
| Испания           | 69            | 73         | 118      |
| Великобритания    | 127           | 160        | 160      |
| Катар             | 12            | 12         | 36       |
| Кувейт            | 13            | 13         | 28       |
| Саудовская Аравия | 71            | 72         | 120      |
| Оман              | 12            | 12         | 12       |
| Всего:            | 548           | 596        | 810      |

## Участие Eurofighter Typhoon в индийском тендере MMRCA
| Название                        | Dassault Rafale                 | Eurofighter Typhoon                                    | F-16IN Super Viper        | F/A-18E/F Super Hornet           | JAS 39 NG(IN) | МиГ-35       |
| ------------------------------- | ------------------------------- | ------------------------------------------------------ | ------------------------- | -------------------------------- | ------------- | ------------ |
|                                 |                                 |                                                        |                           |                                  |               |              |
| Страна                          | Франция                         | Германия · Италия · Испания · Великобритания · Франция | Соединённые Штаты Америки | Соединённые Штаты Америки        | Швеция        | Россия       |
| Производитель                   | Dassault Aviation               | Eurofighter GmbH                                       | Lockheed Martin           | Boeing Defense, Space & Security | Saab AB       | РСК «МиГ»    |
| Длина                           | 15,30 м                         | 15,96 м                                                | 15,03 м                   | 18,31 м                          | 14,10 м       | 17,32 м      |
| Размах крыла                    | 10,90 м                         | 10,95 м                                                | 10,00 м                   | 13,62 м                          | 8,40 м        | 12,00 м      |
| Площадь крыла                   | 45,7 м²                         | 50,0 м²                                                | 27,9 м²                   | 46,5 м²                          | 30,0 м²       | 42,0 м²      |
| Масса пустого                   | 10 000 кг                       | 11 000 кг                                              | 009979 кг                 | 14 552 кг                        | 7100 кг       | 11 000 кг    |
| Масса топлива (без ПТБ)         | 4700 кг                         | 004996 кг                                              | 3265 кг                   | 6780 кг                          | 003360 кг     | 4800 кг      |
| Боевая нагрузка                 | 9500 кг                         | 7500 кг                                                | 7800 кг                   | 8050 кг                          | 005300 кг     | 7000 кг      |
| Узлов подвески вооружения       | 14 (5 для тяжёлого вооружения)  | 13                                                     | 11                        | 11                               | 10            | 10           |
| Максимальная взлётная масса     | 24 500 кг (нормальная — 14 700) | 23 500 кг                                              | 21 800 кг                 | 29 937 кг                        | 14 300 кг     | 23 500 кг    |
| Двигатель                       | 2 × Snecma M88                  | 2 × Eurojet EJ200                                      | 1 × GE F110-132           | 2 × GE F414-400                  | 1 × GE F414G  | 2 × РД-33МКВ |
| Максимальная тяга               | 2 × 50,0 кН                     | 2 × 60,0 кН                                            | 1 × 84,0 кН               | 2 × 62,3 кН                      | 1 × 62,3 кН   | 2 × 53,0 кН  |
| Максимальная тяга на форсаже    | 2 × 75,0 кН                     | 2 × 90,0 кН                                            | 1 × 144,0 кН              | 2 × 98,0 кН                      | 1 × 98,0 кН   | 2 × 88,3 кН  |
| Максимальная скорость на высоте | M=1,8+                          | M=2,25                                                 | M=2,0                     | M=1,8                            | M=2,0         | M=2,25       |
| Боевой радиус                   | 1389 км (с 3-мя ПТБ)            | 1390 км                                                | 550 км                    | 722 км                           | 800 км        | 1000 км      |
| Практический потолок            | 15 240 м                        | 19 812 м                                               | 18 000 м                  | 15 000 м                         | 15 240 м      | 17 500 м     |
| Скороподъёмность                | 305 м/с                         | 315 м/с                                                | 254 м/с                   | 228 м/с                          | 255 м/с       | 330 м/с      |
| Тяговооружённость               | 1,03                            | 1,18                                                   | 1,10                      | 0,93                             | 1,18          | 1,10         |
| Управляемый вектор тяги         | нет                             | нет                                                    | нет                       | нет                              | нет           | есть         |
| БРЛС с АФАР                     | есть                            | есть                                                   | есть                      | есть                             | есть          | есть         |
| Первый полёт                    | 4.07.1986                       | 27.03.1997                                             | 2.02.1974                 | 29.11.1995                       | 9.12.1988     | 24.11.2016   |
| Начало эксплуатации             | 2001                            | 2003                                                   | 1984                      | 2000                             | 1997          | 2019         |
| Стоимость (2011 год)            | 85—124 млн $                    | 120 млн $                                              | 50 млн $                  | 55 млн $                         | 48 млн $      | ~45 млн $    |

## Эксплуатация
С момента принятия на вооружение самолёт использовался практически во всех операциях НАТО.
15 февраля 2017 года министр обороны Австрии Ганс-Петер Доскозил объявил, что его ведомство инициирует судебный иск против консорциума Eurofighter и компании Airbus по обвинению в мошенничестве и сознательном введении в заблуждение. По его утверждению, решение о приобретении Австрией истребителей Eurofighter было принято исключительно потому, что оно базировалось на заведомо ложной информации о стоимости эксплуатации и модернизации. Сумма заявленной исковой компенсации составляет свыше 2 млрд евро.
7 июля Доскозил сообщил, что все 15 истребителей, стоящих на вооружении, будут списаны в период между 2020 и 2023 годом, поскольку неоправданно дороги в эксплуатации и не соответствуют требованиям, предъявляемым к возможностям самолёта действовать в условиях плохой видимости и ночью. В качестве возможных вариантов замены рассматриваются F-16 и Saab JAS 39 Gripen.
В октябре 2022 Австрия заказала 3 дополнительных самолёта Eurofighter Typhoon.

## Тактико-технические характеристики

Основные проекции Eurofighter Typhoon

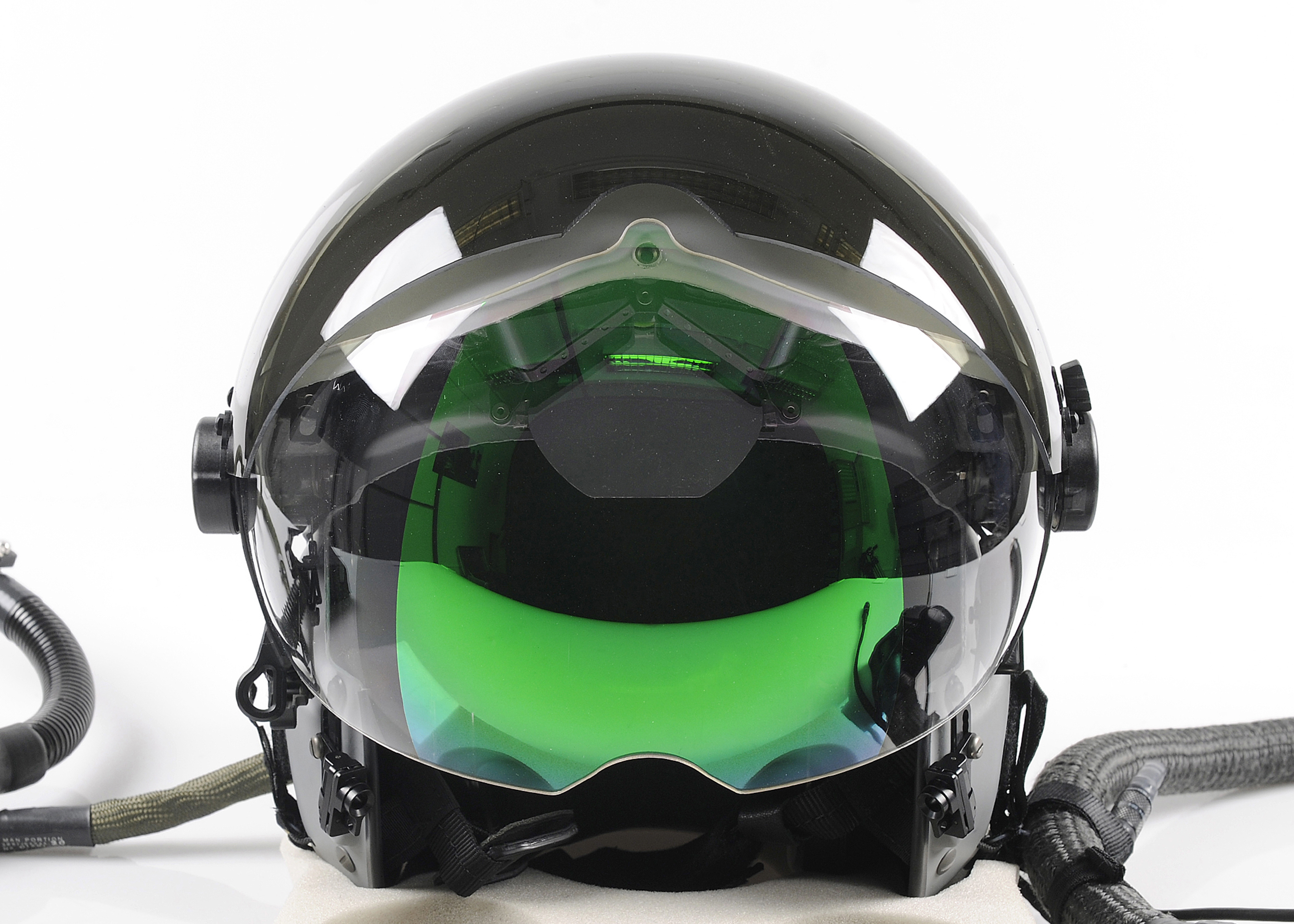
Лётный шлем HMSS Еврофа́йтера британских ВВС. HMSS Helmet Mounted Symbology System - полётная информация отображается на лицевом щитке шлема

Источник данных: «Современные истребители»

### Технические характеристики
- Экипаж: 1 человек (F.2, FGR.4) или 2 человека (T.1/T.1A)
- Длина: 15,96 м
- Размах крыла: 10,95 м
- Высота: 5,28 м
- Площадь крыла: 50 м²
- Угол стреловидности по передней кромке: 55o
- Коэффициент удлинения крыла: 2,2
- Масса пустого: 11000 кг EF-2000 Typhoon
- Масса снаряжённого: 16000 кг
- Максимальная взлётная масса: 23500 кг[61]
- Масса топлива: 5000 кг (во внутренних баках)
- Двигатели: 2×ТРДДФ Eurojet EJ 200
- Тяга:
  - максимальная: 2×6120 кгс (60 кН)
  - на форсаже: 2×9180 кгс (90 кН)
  - Удельный расход топлива без форсажа 0,76 кг на кгс в час
  - Удельный расход топлива на форсаже 1,7 кг на кгс в час

### Лётные характеристики
- Максимальная скорость:
  - на высоте: 2125 км/ч (M=1,73)
  - у земли: 1530 км/ч (M=1,2)
- Боевой радиус действия, км
  - в режиме истребителя: 1389
  - в режиме ударного самолёта: 601
- Перегоночная дальность: 3790 км
- Практический потолок 19 812 м[62]
- Скороподъёмность: >315 м/с
- Время разгона на малой высоте с 370 до 1200 км/ч: 30 с[61]
- Длина разбега/пробега: 700 м (снаряжённый)[61]
- Нагрузка на крыло: 311 кгс/м²
- Тяговооружённость: 1,18
- Максимальная эксплуатационная перегрузка: −3/+9 g
- ЭПР: 1 м² (без наружных подвесок)[63]

### Вооружение
- Пушечное вооружение: 1× 27 мм пушка Маузер BK-27 в корневой части правого полукрыла
- Узлов подвески вооружения: 13
- Боевая нагрузка: ~7500 кг различного вооружения:
  - Ракеты «воздух-воздух»: AIM-9 Sidewinder, AIM-132 ASRAAM, AIM-120 AMRAAM, IRIS-T и в будущем MBDA Meteor
  - Ракеты «воздух-земля»: AGM-84 Harpoon, AGM-88 HARM, ALARM, Storm Shadow, Brimstone, Taurus, Penguin и в будущем AGM Armiger
  - Бомбы: Paveway 2, Paveway 3, Enhanced Paveway, JDAM, HOPE/HOSBO;
  - Лазерная система целеуказания, например, контейнер LITENING.

### Авионика

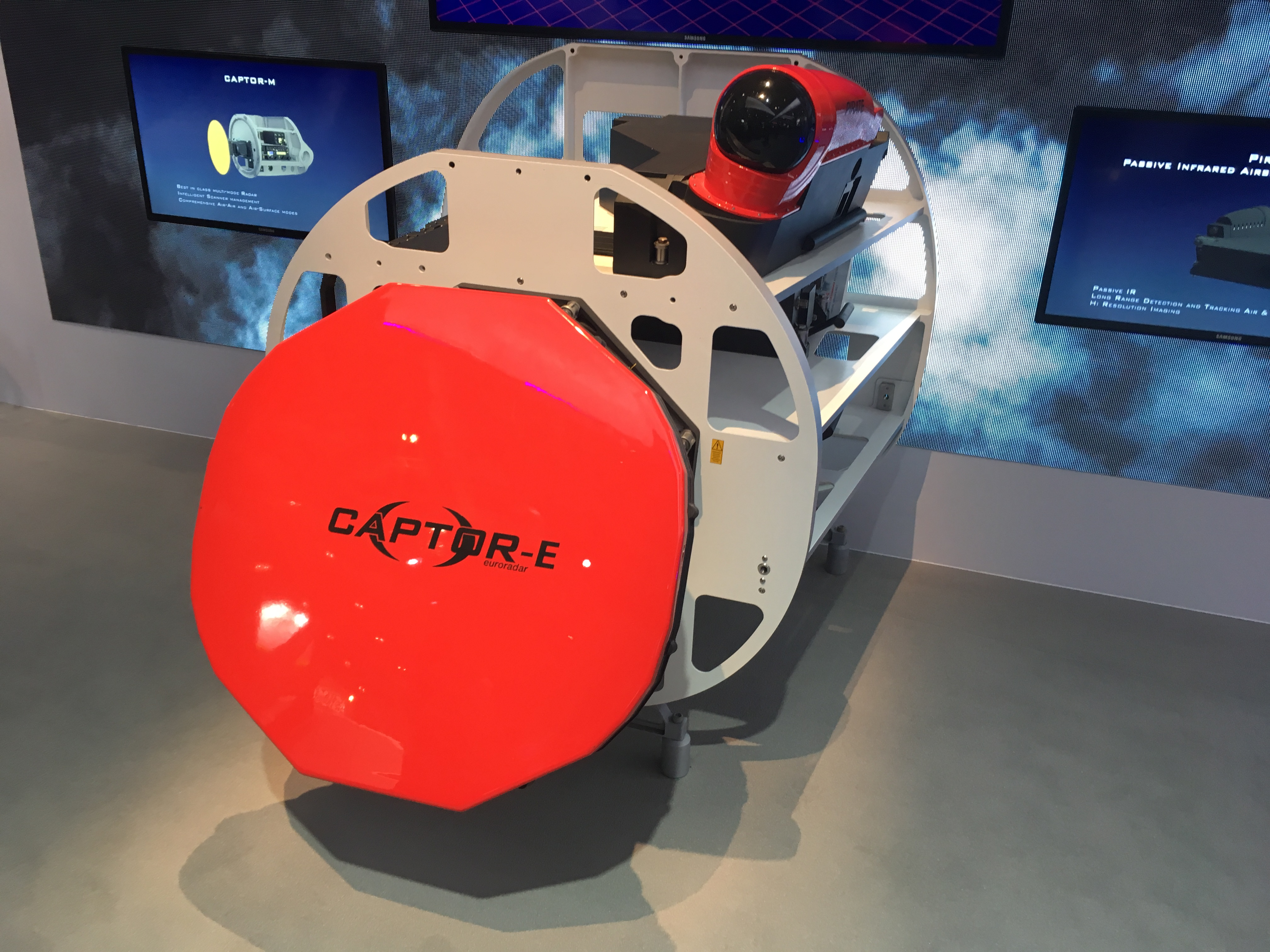
РЛС CAPTOR-E, DSEI-2019

- РЛС: CAPTOR[64], с 2010 — АФАР  CAESAR (CAPTOR Active Electronically Scanning Array Radar)
- ОЛС PIRATE (Passive Infra Red Airborne Track Equipment)
  - Длина: 680 мм
  - Ширина: 591 мм
  - Высота: 300 мм
  - Вес: 48 кг[65]

## В компьютерных играх
Присутствует в компьютерной игре War Thunder в вариантах EF-2000 (Block 10) для Германии, EF-2000 FGR.4 для Великобритании, и F-2000A для Италии.